# Julio de Diego
Julio de Diego (* 9. Mai 1900 in Madrid, Spanien; † 22. August 1979 in Sarasota, Florida, USA) war ein spanisch-amerikanischer Maler, Illustrator und Bühnenbildner. Sein Werk umfasst surrealistische, politische und sozialkritische Themen.

## Leben
Im Alter von 15 Jahren verließ de Julio de Diego sein Elternhaus, nachdem sein Vater seine Zeichnungen zerstört hatte, um ihn von einer künstlerischen Laufbahn abzuhalten. Er absolvierte eine Ausbildung zum Bühnenbildner in Madrid, versuchte sich vorübergehend als Schauspieler und wirkte als Statist in der Produktion Petruschka der Ballets Russes mit. Nach dem Militärdienst, unter anderem im Rifkrieg (1920), ging er nach Paris, wo er mit avantgardistischen Kunstströmungen wie Kubismus und Surrealismus in Berührung kam. 1924 emigrierte Julio de Diego in die Vereinigten Staaten und ließ sich 1926 in Chicago nieder. Dort erhielt er Aufträge für die Gestaltung der Kapellen der St. Gregory's Church und arbeitete als Modeillustrator und Designer. Ab 1929 stellte er im Art Institute of Chicago aus, wo er 1935 eine Einzelausstellung hatte. 1941 wurde er amerikanischer Staatsbürger.
Während seiner Zeit bei der Works Progress Administration (WPA) in den 1930er Jahren schuf er Wandgemälde mit Landschafts- und Straßenszenen. 1932 scheiterte seine erste Ehe und seine Tochter Kiriki wuchs bei einem Freund auf. 1948 heiratete er die Burlesque-Tänzerin Gypsy Rose Lee. Das Paar trat gemeinsam im Wanderzirkus Royal American Shows auf, wo de Diego surrealistische Bühnenbilder mit freudianischen Motiven entwarf. Die Ehe wurde 1955 geschieden. In den folgenden Jahren lehrte Julio de Diego unter anderem an der Universität von Denver und engagierte sich politisch gegen den Faschismus und für die Rechte der Künstler. Ende der 1960er Jahre zog er nach Sarasota, Florida, wo er bis zu seinem Tod 1979 lebte. Dort produzierte er den Lehrfilm Julio de Diego – Painting in Egg Tempera.

## Werk
Julio de Diego experimentierte mit verschiedenen Techniken und Stilen, darunter Gouache, Graphit, Öl und Mischtechniken. Besonders bemerkenswert ist sein Einsatz der Velatura-Technik, bei der er bis zu 40 Lasuren aufträgt. Seine Werke reichten von surrealistischen Kompositionen über volkstümliche Darstellungen bis hin zu politischen Themen. Er schuf Interpretationen aktueller Ereignisse, darunter Werke über den Zweiten Weltkrieg, Atomkraft und den Kalten Krieg. Seine Armada-Serie von 1962 thematisiert die Parallelen zwischen historischen und modernen Kriegen. Neben der Malerei entwarf er auch Schmuck und Bühnenbilder.

## Ausstellungen (Auswahl)
- 1929–1946: Art Institute of Chicago (1935 Einzelausstellung)
- 1940: New York World's Fair
- 1946: Museum of Modern Art, New York
- 1947: Surrealist Exhibition, Paris und London
- 1952: Metropolitan Museum of Art, New York
- 1962: Laundry Gallery, New York
- 1977: Retrospektive, Woodstock Artists Association